# Semiothisa lacriphaga
Semiothisa lacriphaga är en fjärilsart som beskrevs av Hans Bänziger och Fletcher 1988. Semiothisa lacriphaga ingår i släktet Semiothisa och familjen mätare. Inga underarter finns listade i Catalogue of Life.